# Iris pallida
Iris pallida Lam. è una pianta della famiglia delle Iridaceae.

## Distribuzione e habitat
La specie è nativa dell'Italia settentrionale e della parte nord-occidentale della penisola balcanica.

## Usi
È la varietà di Iris maggiormente coltivata in Italia (più precisamente nel Chianti fiorentino e nel Valdarno figlinese), Marocco e Francia, allo scopo di produrre biomasse da distillazione ed estrazione di oli essenziali profumati molto importanti nell'industria profumiera e cosmetica bio.